# Добсон, Клод Конгрев
Клод Конгрев Добсон (англ. Claude Congreve Dobson, 1885—1940) — английский кавалер креста Виктории, контр-адмирал, участник гражданской войны в России.

## Биография
Родился 1 января 1885 года.
Служил в Королевском военно-морском флоте, был подводником, принимал участие в Первой мировой войне.
В 1919 году он был командирован в Россию для оказания помощи белым войскам Северного фронта. 18 августа он командовал отрядом торпедных катеров в Финском заливе и провёл его через цепь фортов на Кронштадтский рейд. Оставив для прикрытия на внешнем рейде катер Огюста Агара, Добсон проник во внутреннюю гавань и отдал приказ атаковать корабли большевиков. В результате атаки катером CMB-88 под командованием Гордона Стила броненосца «Св. Андрей Первозванный» последний был торпедирован, другими лодками были серьёзно повреждён линкор «Петропавловск» и потоплена плавбаза подводных лодок «Память Азова».
За этот подвиг Добсон был награждён крестом Виктории (в настоящее время этот крест хранится в Национальном морском музее).
Впоследствии Добсон дослужился до чина контр-адмирала и скончался 26 июня 1940 года.